# بانتك فيجا رايسر (موبايل)
بانتك فيجا رايسر (بالإنجليزية: Pantech Vega Racer)‏ هو هاتف ذكي من بانتك يعمل بنظام أندرويد.

## الخصائص
- نظام التشغيل: أندرويد
- الكاميرا الأمامية: 1.3 ميجابكسل
- الكاميرا الخلفية: 8 ميجابكسل
- الوزن: 126.5 غ (4.46 أونصة)
- المعالج: 1.5 جيجا هرتز ثنائي النواة
- الذاكرة: 1 جيجابايت
- التخزين: 16 جيجابايت ذاكرة وميضية